# Apospasta niger
Apospasta niger là một loài bướm đêm trong họ Noctuidae.